# استپان رازین (فیلم)
«استپان رازین» (روسی: Стенька Разин) یک فیلم است که در سال ۱۹۰۸ منتشر شد.